# Vincenz Kollar

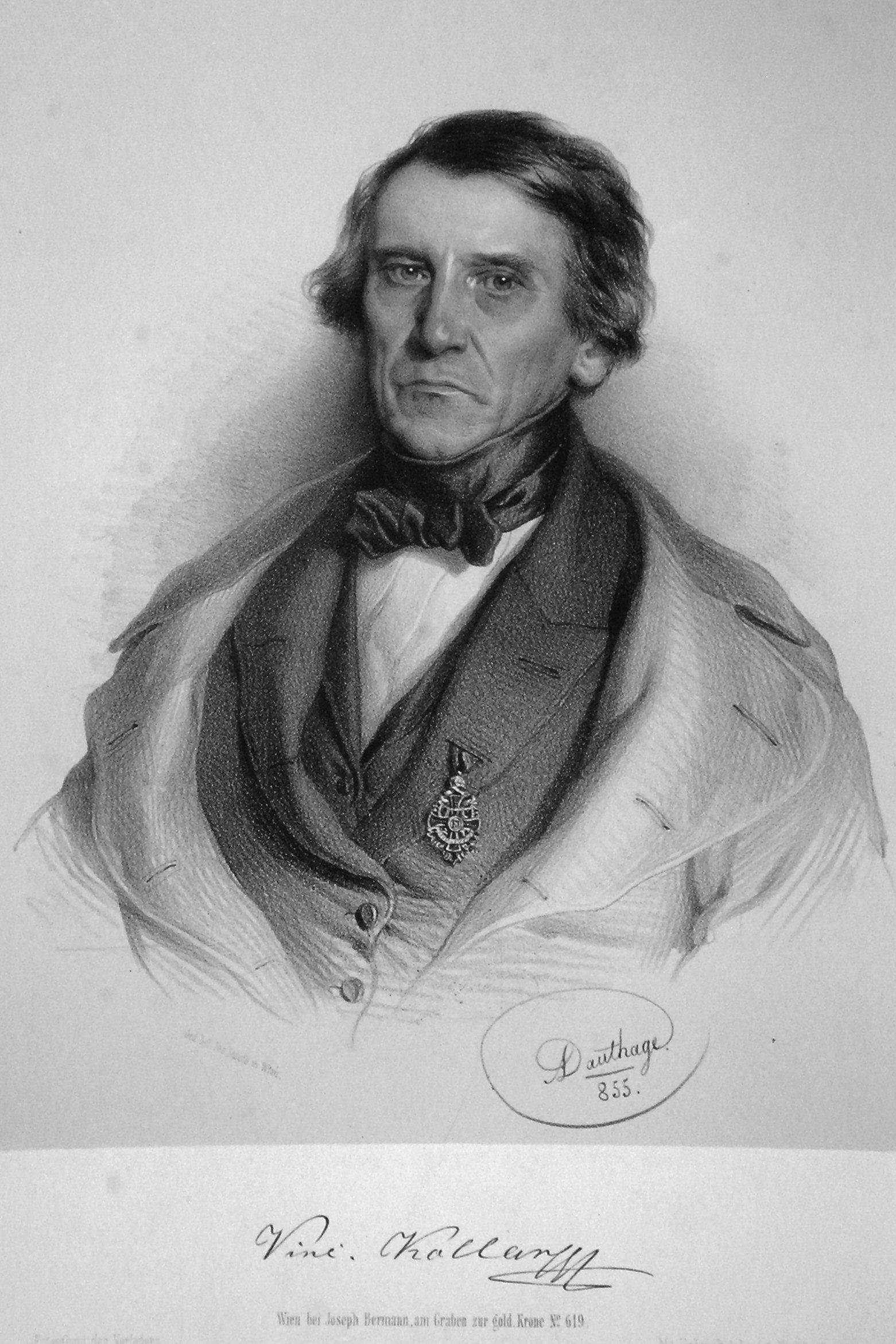
Vincenz Kollar – litografia Adolfa Dauthagego (1855)

Vincenz Kollar (ur. 1797 w Krzanowicach na Śląsku, zm. 1860 w Wiedniu) – austriacki entomolog specjalizujący się w dipterologii.
Kollar zajmował się głównie muchówkami, przede wszystkim gatunkami o znaczeniu gospodarczym ze szczególnym uwzględnieniem gatunków leśnych. Opisał wiele nowych gatunków. Był kustoszem Muzeum Historii Naturalnej w Wiedniu. Opracowywał głównie okazy zebrane podczas wypraw badawczych. Szczególnie zajmował się materiałem zgromadzonym podczas austriackiej Ekspedycji Brazylijskiej, która odbyła się w latach 1817–1835.
Jego nazwisko upamiętniono w nazwach naukowych takich gatunków jak np.: Andricus kollari, Dysdera kollari, Ischyropsalis kollari, Eresus kollari czy Synallaxis kollari.

## Wybrane publikacje
- Die vorzüglich lästigen Insecten Brasiliens, [w:] J.E. Pohl, Reise im Innern von Brasiliens, t. 1, 1832, s. 101–119.
- Aufzählung und Beschreibung der von Freih. Carl v. Hügel auf seiner Reise durch Kaschmir und das Himalayagebirge gesammelten Insekten. (z L. Redtenbacherem). 4(2):393–564, 582–585, 28 kolorowych tablic (1848).
- Über Agrilus viridis Kiesew., ein die Erlen verwüstendes Insect, „Verhandlungen der kaiserlich-königlichen zoologisch-botanischen Gesellschaft in Wien”, 8, 1858, s. 325–328.